# Округ Малхир (Орегон)
Малхир (енгл. Malheur County) је округ у америчкој савезној држави Орегон.

## Демографија
По попису из 2010. године број становника је 31.313, што је 302 (-1,0%) становника мање него 2000. године.
| Група             | 2000.          | 2010.          |
| Белци             | 21.752 (68,8%) | 19.906 (63,6%) |
| Афроамериканци    | 387 (1,2%)     | 370 (1,2%)     |
| Азијати           | 619 (2,0%)     | 527 (1,7%)     |
| Хиспаноамериканци | 8.099 (25,6%)  | 9.867 (31,5%)  |
| Укупно            | 31.615         | 31.313         |